# دغراسي: الجيل التالي
دغراسي: الجيل التالي (بالإنجليزية: Degrassi: The Next Generation)‏ هو مسلسل دراما مراهقين تم إنتاجه في كندا. بدأ عرضه في سنة 2001. بلغ عدد مواسم المسلسل 14 موسما، بلغ عدد حلقاته 385 حلقة، وتبلغ مدة الحلقة الواحدة 22 دقيقة. المسلسل من تأليف يان مور ، تم بث المسلسل لأول مرة بتاريخ 14 أكتوبر 2001 بينما تم بث آخر حلقة منه بتاريخ 2 أغسطس 2015. تدور قصة المسلسل حول طلاب المدارس المراهقين والتحديات التي يواجهونها مثل العنف الأسري، الإجهاض، الانتحار، تعاطي المخدرات، الجرافيتي، المثلية الجنسية، الجنس، الموت، حمل المراهقات، إيذاء النفس، العنصرية والتنمر.

## الجوائز
- جائزة جمناي
- جائزة بيبودي

## وصلات خارجية
- دغراسي: الجيل التالي على موقع IMDb (الإنجليزية)
- دغراسي: الجيل التالي على موقع ميتاكريتيك (الإنجليزية)
- دغراسي: الجيل التالي على موقع كينوبويسك (الروسية)
- دغراسي: الجيل التالي على موقع ألو سيني (الفرنسية)
- دغراسي: الجيل التالي على موقع قاعدة بيانات الفيلم (الإنجليزية)
- الموقع الرسمي